# The Unforgiving Tour
The Unforgiving Tour fue la sexta gira musical de Within Temptation como promoción de su más reciente trabajo de estudio, The Unforgiving. Es la primera gira con el baterista Mike Coolen y el guitarrista Stefan Helleblad.
Within Temptation tenía contemplada una gira por Europa para principios del 2011. Sin embargo, el 26 de noviembre de 2010 Sharon den Adel, la vocalista, anunció su tercer embarazo. Por ello la gira fue aplazada hasta el otoño de dicho año. La banda llevó esta gira al centro y sur de América.  Lo que los llevó a visitar México, Quito, Lima, Santiago, Buenos Aires, Sao Paulo y Río de Janeiro. Todas en el mes de febrero, cuya primera fecha fue la Ciudad de México en el Circo Volador.

## Comienzos
La gira estaba programada para comenzar inmediatamente después del lanzamiento de The Unforgiving, sin embargo, debido al tercer embarazo de Sharon den Adel, las fechas originalmente previstas fueron reprogramadas para comenzar en agosto de 2011. La banda, sin embargo, toco en 7 días en la Vrienden Van Amstel un Festival holandés realizado en enero de 2011, a pesar de que sólo se realizaron 3 canciones en cada show (Ice Queen, Faster y Mother Earth), y también hizo varias apariciones promocionales en estaciones de radio de Europa.
La gira comenzó el 10 de agosto, llevando a Within Temptation tanto a Europa como en América del Norte. El espectáculo en el Festival de Huntenpop en Ulft el 12 de agosto fue la única que realizó las entradas agotadas, mientras que la promulgación de concepto del álbum a través de una nueva etapa de diseño, incluyendo luces, videos y otras ilusiones.
El 31 de octubre, la banda anunció que la gira se llevó a Sudamérica en 2012, visitando Brasil, México, Colombia, Perú, Argentina y Chile.

## Banda soporte
- Guild of Stags (12/08/2011, 21/09/2011-29/29/2011)
- 3 (07/09/2011-13/09/2011)
- Triggerfinger (06/10/2011-08/10/2011, 15/10/2011-28/10/2011)
- The Cannibal Queen (10/10/2011, 14/10/2011)
- Kandria (11/10/2011-12/10/2011)
- Anneke Van Giersbergen & Her Band (04/11/2011-25/11/2011)

## Fechas
| Fecha                    | Ciudad           | País            | Teatro                              |
| ------------------------ | ---------------- | --------------- | ----------------------------------- |
| Festivales de verano     |                  |                 |                                     |
| 8 de agosto de 2011      | Budapest         | Hungría         | Sziget Festival                     |
| 12 de agosto de 2011     | Ulft             | Países Bajos    | Huntenpop Festival                  |
| 13 de agosto de 2011     | Hildesheim       | Alemania        | M'era Luna Festival                 |
| 14 de agosto de 2011     | Zofingen         | Suiza           | Heitere Open Air                    |
| 19 de agosto de 2011     | Hasselt          | Bélgica         | Pukkelpop* cancelado por mal clima. |
| 20 de agosto de 2011     | Biddinghuizen    | Países Bajos    | Lowlands*                           |
| 27 de agosto de 2011     | Lieshout         | Países Bajos    | Bavaria Open Air                    |
| América del Norte        |                  |                 |                                     |
| 7 de septiembre de 2011  | Toronto          | Canadá          | Sound Academy                       |
| 8 de septiembre de 2011  | Montreal         | Canadá          | Metrópolis*                         |
| 9 de septiembre de 2011  | Worcester        | Estados Unidos  | Palladium                           |
| 10 de septiembre de 2011 | Nueva York       | Estados Unidos  | Terminal 5*                         |
| 12 de septiembre de 2011 | Baltimore        | Estados Unidos  | Rams Head Live!                     |
| 13 de septiembre de 2011 | Filadelfia       | Estados Unidos  | Electric Factory                    |
| Europa                   |                  |                 |                                     |
| 21 de septiembre de 2011 | Heerhugowaard    | Países Bajos    | Waerdse Tempel*                     |
| 23 de septiembre de 2011 | Tilburg          | Países Bajos    | 013 Club*                           |
| 25 de septiembre de 2011 | Tilburg          | Países Bajos    | 013 Club*                           |
| 27 de septiembre de 2011 | Ámsterdam        | Países Bajos    | Paradiso Club*                      |
| 28 de septiembre de 2011 | Ámsterdam        | Países Bajos    | Paradiso Club*                      |
| 29 de septiembre de 2011 | Groningen        | Países Bajos    | Oosterpoort*                        |
| 6 de octubre de 2011     | Lille            | Francia         | L’aéronef                           |
| 7 de octubre             | Nantes           | Francia         | Le Zénith                           |
| 8 de octubre de 2011     | Lyon             | Francia         | Transbordeur Club*                  |
| 10 de octubre de 2011    | Madrid           | España          | La Riviera                          |
| 11 de octubre de 2011    | Oporto           | Portugal        | Coliseum                            |
| 12 de octubre de 2011    | Lisboa           | Portugal        | Recreations Coliseum                |
| 14 de octubre de 2011    | Barcelona        | España          | Razzmatazz 1                        |
| 15 de octubre de 2011    | Toulouse         | Francia         | Le Bikini                           |
| 17 de octubre de 2011    | Milán            | Italia          | Alcatraz                            |
| 18 de octubre de 2011    | Zúrich           | Suiza           | Volkshaus*                          |
| 20 de octubre de 2011    | Viena            | Austria         | Gasometer                           |
| 21 de octubre de 2011    | Praga            | República Checa | Malá Sportovní Hala                 |
| 22 de octubre de 2011    | Cracovia         | Polonia         | Studio Club                         |
| 23 de octubre de 2011    | Varsovia         | Polonia         | Stodola Club*                       |
| 25 de octubre de 2011    | Copenhague       | Dinamarca       | KB Hallen                           |
| 26 de octubre de 2011    | Gotemburgo       | Suecia          | Trädgårn Club                       |
| 27 de octubre de 2011    | Estocolmo        | Suecia          | Arena                               |
| 28 de octubre de 2011    | Oslo             | Noruega         | Sentrum Scene*                      |
| 4 de noviembre de 2011   | Esch-sur-Alzette | Luxemburgo      | Rockhal                             |
| 5 de noviembre de 2011   | Kerkrade         | Países Bajos    | Rodahal*                            |
| 6 de noviembre de 2011   | París            | Francia         | Le Zénith                           |
| 8 de noviembre de 2011   | Birmingham       | Reino Unido     | O2 Academy                          |
| 9 de noviembre de 2011   | Mánchester       | Reino Unido     | O2 Academy                          |
| 10 de noviembre de 2011  | Glasgow          | Reino Unido     | Barrowland Ballroom                 |
| 11 de noviembre de 2011  | Londres          | Reino Unido     | O2 Academy Brixton*                 |
| 13 de noviembre de 2011  | Bruselas         | Bélgica         | Ancienne Belgique*                  |
| 15 de noviembre de 2011  | Stuttgart        | Alemania        | Longhorn Club*                      |
| 16 de noviembre de 2011  | Colonia          | Alemania        | E-Werk*                             |
| 17 de noviembre de 2011  | Colonia          | Alemania        | E-Werk*                             |
| 19 de noviembre de 2011  | Hamburgo         | Alemania        | The Docks*                          |
| 20 de noviembre de 2011  | Hamburgo         | Alemania        | The Docks*                          |
| 21 de noviembre de 2011  | Berlín           | Alemania        | Columbiahalle                       |
| 23 de noviembre de 2011  | Dresde           | Alemania        | Schlachthof*                        |
| 24 de noviembre de 2011  | Múnich           | Alemania        | Zenith                              |
| 25 de noviembre          | Neu-Isenburg     | Alemania        | Hugenottenhalle*                    |
| 10 de diciembre de 2011  | Helsinki         | Finlandia       | The Circus*                         |
| 12 de diciembre de 2011  | San Petersburgo  | Rusia           | Kosmonavt                           |
| 14 de diciembre de 2011  | Moscú            | Rusia           | club Milk                           |

### 2012
| Fecha                 | Ciudad           | País            | Teatro                   |
| --------------------- | ---------------- | --------------- | ------------------------ |
| América del Norte     |                  |                 |                          |
| 2 de febrero de 2012  | Ciudad de México | México          | Circo Volador*           |
| América del Sur       |                  |                 |                          |
| 4 de febrero de 2012  | Quito            | Ecuador         | TelefériQo               |
| 7 de febrero de 2012  | Lima             | Perú            | Esencia la molina        |
| 8 de febrero de 2012  | Santiago         | Chile           | Teatro Caupolicán        |
| 10 de febrero de 2012 | Buenos Aires     | Argentina       | Teatro de Flores         |
| 11 de febrero de 2012 | Sao Paulo        | Brasil          | Espaço Victory*          |
| 12 de febrero         | Río de Janeiro   | Brasil          | Circo Voador*            |
| Festivales de verano  |                  |                 |                          |
| 2 de marzo de 2012    | Almere           | Países Bajos    | Schouwburg Almere        |
| 7 de marzo de 2012    | Utrecht          | Países Bajos    | Vredenburg Leidsche Rijn |
| 11 de marzo de 2012   | Eindhoven        | Países Bajos    | Muziekgebouw             |
| 12 de marzo de 2012   | Eindhoven        | Países Bajos    | Muziekgebouw             |
| 14 de marzo de 2012   | Zwolle           | Países Bajos    | Theater de Spiegel       |
| 17 de marzo de 2012   | Tilburgo         | Países Bajos    | Theaters Tilburg         |
| 20 de marzo de 2012   | Breda            | Países Bajos    | Chassé Theater           |
| 21 de marzo de 2012   | Heerlen          | Países Bajos    | Theater Heerlen          |
| 22 de marzo de 2012   | Heerlen          | Países Bajos    | Theater Heerlen          |
| 24 de marzo de 2012   | Groninga         | Países Bajos    | De Oosterpoort           |
| 25 de marzo de 2012   | Groninga         | Países Bajos    | De Oosterpoort           |
| 26 de marzo de 2012   | Roosendaal       | Países Bajos    | Schouwburg de Kring      |
| 29 de marzo de 2012   | Enschede         | Países Bajos    | Stadsschouwburg          |
| 31 de marzo de 2012   | Nimega           | Países Bajos    | De Vereeniging           |
| 5 de abril de 2012    | Róterdam         | Países Bajos    | Nieuwe Luxor Theater     |
| 14 de abril de 2012   | Ámsterdam        | Países Bajos    | Koninklijk Theater Carré |
| 15 de abril de 2012   | Ámsterdam        | Países Bajos    | Koninklijk Theater Carré |
| 17 de mayo de 2012    | Hellendoorn      | Holanda         | Dauwpop                  |
| 1 de junio de 2012    | Oosterhout       | Holanda         | Parkfeest                |
| 9 de junio de 2012    | Kaarina          | Finlandia       | Saaristo Open Air        |
| 15 de junio de 2012   | Gotemburgo       | Suecia          | Metaltown Festival       |
| 16 de junio de 2012   | Clisson          | Francia         | Hellfest                 |
| 20 de junio de 2012   | Heerlen          | Países Bajos    | Zwarte Cross             |
| 22 de junio de 2012   | Milán            | Italia          | Gods of Metal            |
| 23 de junio de 2012   | Lichtenvoorde    | Países Bajos    | Park City Live           |
| 6 de julio de 2012    | Knebworth        | Reino Unido     | Sonisphere               |
| 12 de julio de 2012   | Vizovice         | República Checa | Masters of Rock          |

- = Entradas agotadas.